# Théophile Semet
Théophile Semet (Lilla, 1824 - Corbeil, 1888) fou un compositor francès.
Fou deixeble de Halévy en el Conservatori de París i durant molts anys va pertànyer a l'orquestra de l'Òpera de la capital francesa.
Va compondre nombroses operetes que assoliren una bona acollida, com les titulades: Les nuits d'Espagne (1857); La deimosselle d'honneur (1857); Gil Blas (1860); Ondine (1863), i La petite Fadette (1869).